# Mads Würtz Schmidt
Pour les articles homonymes, voir Schmidt.
Mads Würtz Schmidt, né le 31 mars 1994 à Randers, est un coureur cycliste danois, membre de l'équipe Israel-Premier Tech. Champion du monde du contre-la-montre juniors en 2011 et des espoirs en 2015.

## Biographie

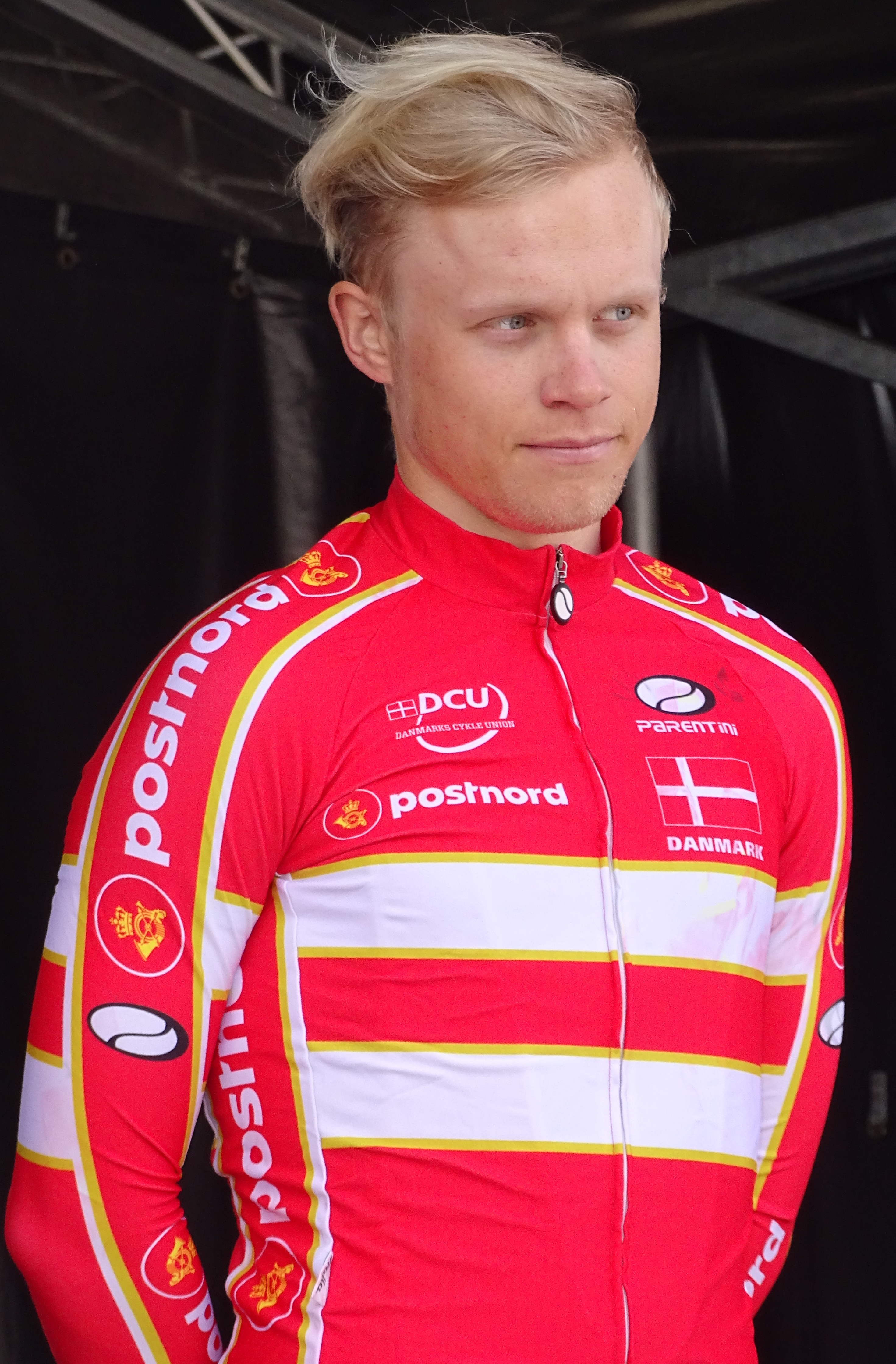
Mads Würtz Schmidt lors du départ du Tour des Flandres espoirs 2016 à Audenarde.

Mads Würtz Schmidt s'illustre en catégorie junior en remportant notamment le championnat du monde du contre-la-montre en 2011 à Copenhague, puis Paris-Roubaix juniors et les Trois jours d'Axel en 2012. En 2013, il intègre l'équipe continentale danoise Cult Energy. En 2015, il rejoint l'équipe ColoQuick. Cette année-là, il est 
Champion du monde du contre-la-montre espoirs, ainsi que champion du Danemark du contre-la-montre de cette catégorie, vainqueur d'étape au Tour de l'Avenir, et vainqueur de l'étape contre-la-montre du Tour du Danemark, où il devance des professionnels dont le champion du Danemark Christopher Juul Jensen. En 2016, passé dans l'équipe Trefor, il réalise un doublé aux championnats du Danemark, enlevant les titres sur route et contre-la-montre espoirs. Il remporte deux étapes et le classement général du Triptyque des Monts et Châteaux et, à nouveau, le contre-la-montre du Tour du Danemark, où il est troisième du classement général. Aux championnats du monde espoirs, à Doha, il échoue à décrocher un troisième titre en contre-la-montre. Comme d'autres favoris partis parmi les derniers, vraisemblablement diminué par la chaleur, il réalise un temps décevant et termine 21e, à plus de deux minutes du vainqueur Marco Mathis,.
En 2017, Mads Würtz Schmidt passe professionnel au sein de l'équipe World Tour Katusha-Alpecin. Lors de sa première course, l'Étoile de Bessèges, il aide son coéquipier Alexander Kristoff à s'imposer lors de la deuxième étape, et termine troisième du classement général, s'adjugeant ainsi le maillot de meilleur jeune. En juin, il est deuxième du Tour de Cologne. Durant l'été, il est sélectionné pour participer aux championnats d'Europe de cyclisme sur route, où il est 22e du contre-la-montre. En septembre, après avoir dû quitter le Tour de Grande-Bretagne à cause de douleurs abdominales, il est opéré de l'appendicite et est forfait pour les championnats du monde.
En 2018, il dispute son premier grand tour lors du Tour d'Italie 2018.
Au mois de septembre 2020, il termine cinquième de la Coppa Sabatini.
Malade, il ne prend pas le départ de la dixième étape du Tour d'Italie 2023.

## Palmarès
- 2011
  -  Champion du monde du contre-la-montre juniors
  - 2e étape des Trois Jours d'Axel (contre-la-montre)
  - 2e du championnat du Danemark du contre-la-montre par équipes juniors
  - 2e du championnat du Danemark du contre-la-montre juniors
- 2012
  - Paris-Roubaix juniors
  - 2ea étape de la Course de la Paix juniors (contre-la-montre)
  - Trois Jours d'Axel :
    - Classement général
    - 2e (contre-la-montre) et 4e étapes

  - Randers Bike Week juniors :
    - Classement général
    - 3e (contre-la-montre) et 5e étapes

  - 8e du championnat d'Europe du contre-la-montre juniors
  - 8e du championnat du monde du contre-la-montre  juniors
- 2014
  - 2e, 3e (contre-la-montre) et 5e étapes du Randers Bike Week
  - 2e du ZLM Tour
- 2015
  -  Champion du monde du contre-la-montre espoirs
  -  Champion du Danemark du contre-la-montre espoirs
  - 2e étape du ZLM Tour (contre-la-montre par équipes)
  - 5e étape du Tour du Danemark (contre-la-montre)
  - 4e étape du Tour de l'Avenir
  - 3e du championnat du Danemark du contre-la-montre

- 2016

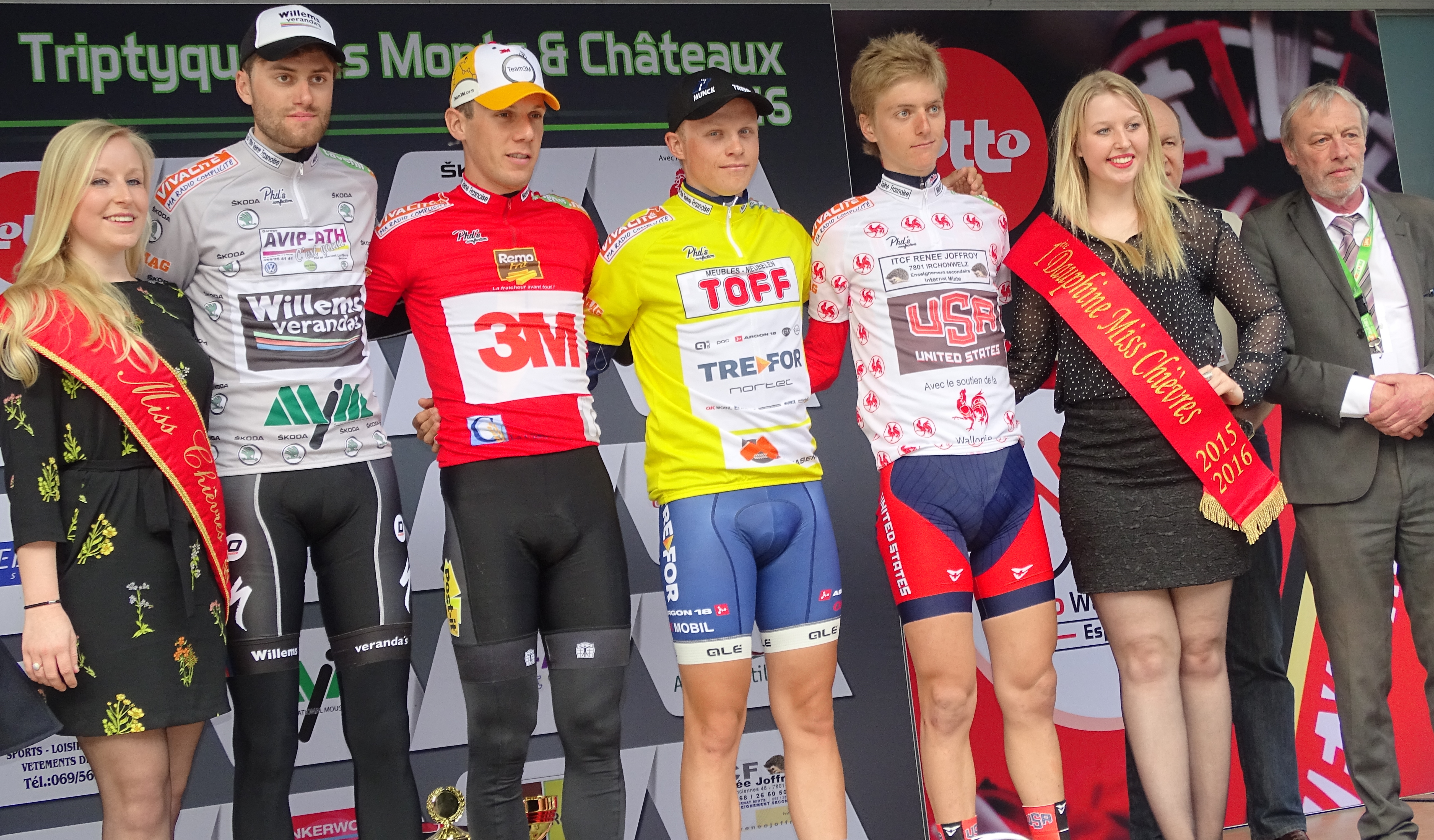
Mads Würtz Schmidt vainqueur du Triptyque des Monts et Châteaux 2016.

  -  Champion du Danemark sur route espoirs
  -  Champion du Danemark du contre-la-montre espoirs
  -  Champion du Danemark du contre-la-montre par équipes
  - Triptyque des Monts et Châteaux :
    - Classement général
    - 2e et 3eb étapes

  - Grand Prix Herning
  - 4e étape du Tour du Danemark (contre-la-montre)
  - 3e de Skive-Løbet
  - 3e du Tour du Danemark
- 2017
  - 2e du Tour de Cologne
  - 3e de l'Étoile de Bessèges
- 2019
  - 3e du ZLM Tour
- 2021
  -  Champion du Danemark sur route
  - 6e étape de Tirreno-Adriatico
- 2024
  - 2e du Fyen Rundt
  - 3e des Boucles de l'Aulne

## Résultats sur les grands tours

### Tour de France
1 participation
- 2019 : 117e

### Tour d'Italie
2 participations
- 2018 : 81e
- 2023 : non-partant (10e étape)

### Tour d'Espagne
1 participation
- 2021 : abandon (7e étape)

## Classements mondiaux
| Année                                 | 2013 | 2014 | 2015 | 2016 | 2017 | 2018 | 2019 | 2020 | 2021 | 2022  | 2023  |
| ------------------------------------- | ---- | ---- | ---- | ---- | ---- | ---- | ---- | ---- | ---- | ----- | ----- |
| UCI World Tour                        |      |      |      | nc   | 382e | 238e |      |      |      |       |       |
| Classement mondial                    |      |      |      | 258e | 451e | 589e | 781e | 426e | 215e | 1042e | 1454e |
| UCI Europe Tour                       | 972e | 257e | 207e | 114e | 257e | 592e | 571e | 350e | 186e | 747e  | nc    |
| UCI Asia Tour                         | nc   | nc   | nc   | 574e | nc   | nc   |      |      |      |       |       |
| UCI America Tour                      | nc   | nc   | 147e | nc   | nc   | nc   |      |      |      |       |       |
|                                       |      |      |      |      |      |      |      |      |      |       |       |
| Légende : nc = non classéSource : UCI |      |      |      |      |      |      |      |      |      |       |       |

## Récompenses
- Cycliste danois de l'année en 2015